# 普羅瓦爾河 (德涅斯特河支流)

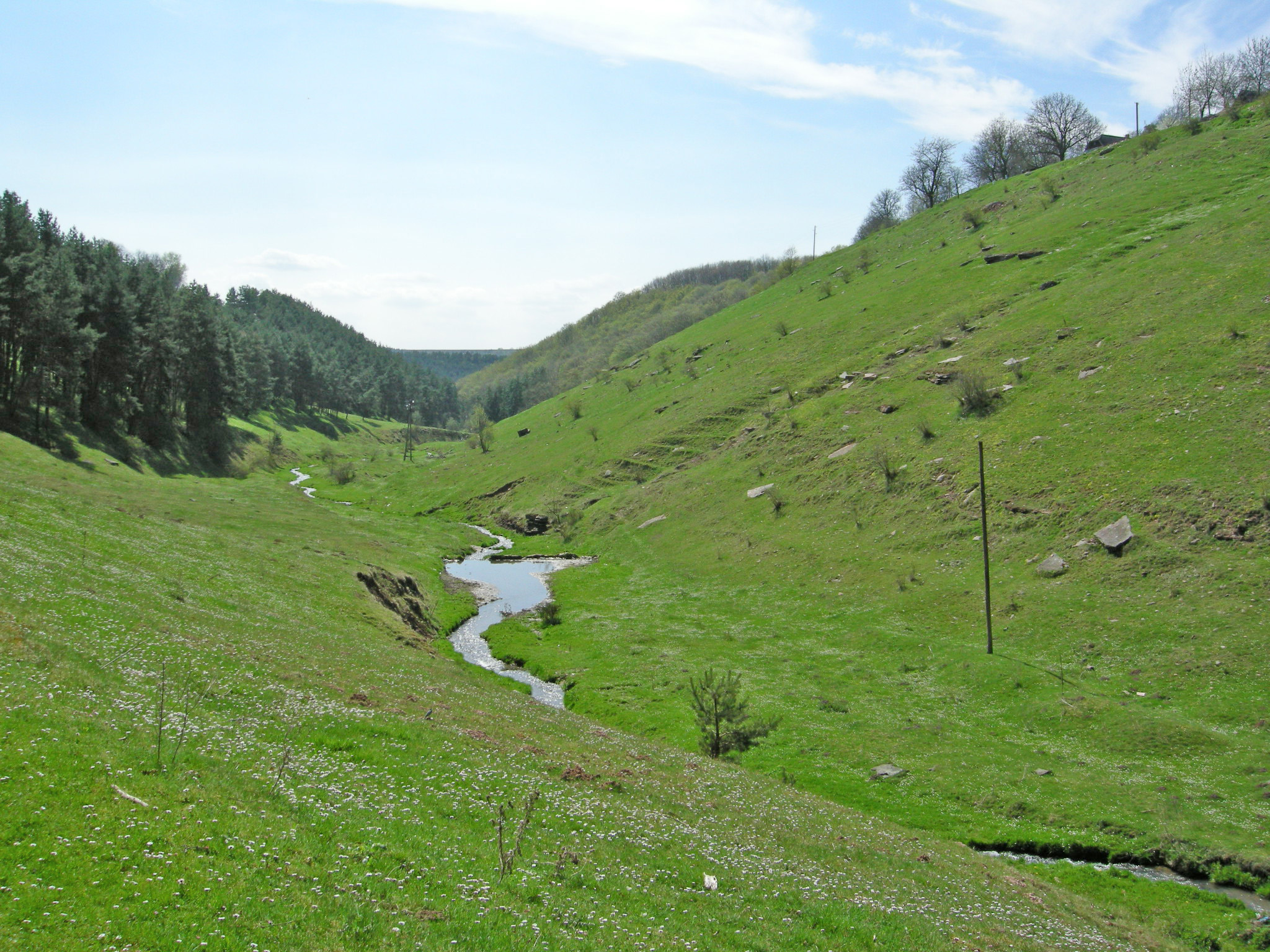

普羅瓦爾河（烏克蘭語：Провал），是烏克蘭的河流，位於該國西部捷爾諾波爾州，屬於德涅斯特河的左支流，流經喬爾特基夫區，河道全長4.5公里，流域面積20平方公里。